# Barbara Weiss
Barbara Weiss  (Milán 1954) es una arquitecta formada en Inglaterra, pese a ser italiana de nacimiento.

## Formación
Su vocación hacia la arquitectura le nace en su Italia natal, y en la década de los años 70 del siglo XX decide estudiar arquitectura inicialmente en escuelas italiana, tras lo cual pasó un año en la Ecole d’Architecture de Ginebra. Decidió entonces trasladar su expediente y continuar sus estudios en la Architectural Association de Londres, donde se tituló como Arquitecta en 1979, convirtiéndose en miembro de la Royal Institute of British Architects (RIBA) en 1985.

## Trayectoria
Comenzó su trayectoria profesional en los estudios de arquitecta, como Philip Johnson, John Burgee, y Richard Meier en Nueva York; Valle Broggi Burckhardt en Milán; durante su época de estudiante también se formó en Stirling Wilford and Associates en Londres, pasando más tarde a trabajar nuevamente con ellos como arquitecta de proyectos en edificios de gran escala.
Durante un breve periodo de tiempo enseñó a tiempo parcial en la Architectural Association, hasta que en 1987 fundó Barbara Weiss Architects. Su empresa trata de ofrecer un servicio personalizado, basado ante todo en escuchar a los clientes y en aportar una arquitectura es simple, elegante y atemporal.
También ha escrito libro, como Storage y el best-seller internacional Do it with an Architect,  de los que es coautora (el último escrito con Louis Hellman).
Actualmente dirige el estudio Barbara Weiss Architects, que tiene su sede en Westminster, especializándose en proyectos para los sectores residenciales, sanitarios y comerciales. Es una arquitecta comprometida con el diseño de alta calidad (fue Asesora del Civic Trust durante 15 años desde 1997, además fue nombrada como panelista CABE Design Review para las escuelas en el año 2007, y como juez de los premios AYA en 2012), activista involucrada en la tutoría de potenciales jóvenes arquitectos de la Fundación Movilidad Social, y en la tutoría de formadores de las escuelas estatales en nombre de The Access Project. Además recientemente ha participado en las campañas Women in architecture (para trabajar la brecha de género en el sector de la arquitectura) y London Skyline (campaña realizada junto con el crítico de arquitectura Rowan Moore y su esposo Alan Leibowitz en 2014, con el apoyo de The Observer y del Architects Journal y una declaración firmada por más de 80 figuras públicas, expertos y asociaciones. Con ella se trataba de  criticar la ola de proyectos de torres propuestas para Londres, las cuales podían generar un daño en los espacios públicos y no estaban acorde a las necesidades reales de vivienda y empleo de la ciudad).
Weiss ha desempeñado el cargo de  asesora para el Civic Trust durante los últimos diez años, y fue nombrada en 2007 para el Grupo de Revisión de Diseño CABE para las escuelas.

## Premios y reconocimientos
En 2014, el estudio ganó los premios Building Better Healthcare y AJ Retrofit por el Centro Médico Wokingham, y fue finalista en los Premios AYA por reformas para ese proyecto, junto con el trabajo en la Biblioteca Wiener y la Vivienda Westminster.